# 659
Évszázadok: 6. század – 7. század – 8. század
Évtizedek: 600-as évek – 610-es évek – 620-as évek – 630-as évek – 640-es évek – 650-es évek – 660-as évek – 670-es évek – 680-as évek – 690-es évek – 700-as évek
Évek: 654 – 655 – 656 – 657 –  658 – 659 – 660 – 661 – 662 – 663 – 664

## Események

### Bizánci Birodalom
- II. Kónsztasz császár, kihasználva az arabok elleni médiai felkelést, a muszlimok ellen indít hadjáratot, de még ebben az évben békét köt velük.
- II. Kónsztasz két kisebb fiának, Hérakleiosznak és Tiberiosznak is augustusi rangot ad és társuralkodóvá emeli őket.

### Arab Kalifátus
- Folytatódik a belháború, az első fitna, de egyik fél sem támadja közvetlenül a másikat. Ali kalifa a háridzsiták leverése után nem képes újabb jelentős hadsereget szervezni, Muávija szíriai kormányzó pedig inkább megpróbálja lefizetni a kalifa pártján álló törzsfőket.

## Születések
- Zajn al-Ábidín, síita imám, Mohamed dédunokája
- Cædwalla, wessexi király
- Fudzsivara no Fuhito, japán államférfi
- Ho Cse-csang, kínai költő

## Halálozások
- Nivelles-i Gertrúd, frank apátnő
- Szent Bávó, frank szerzetes

## Fordítás
- Ez a szócikk részben vagy egészben  a(z)   659 című angol Wikipédia-szócikk ezen változatának fordításán alapul.  Az eredeti cikk szerkesztőit annak laptörténete sorolja fel. Ez a jelzés csupán a megfogalmazás eredetét és a szerzői jogokat jelzi, nem szolgál a cikkben szereplő információk forrásmegjelöléseként.